# Grand Prix de Ouest-France 1986
Il Grand Prix de Ouest-France 1986, cinquantunesima edizione della corsa, si svolse il 26 agosto 1986 su un percorso di 225 km, con partenza e arrivo a Plouay. Fu vinto dal francese Martial Gayant della Système U davanti all'irlandese Sean Kelly e al danese Soren Lilholt.

## Ordine d'arrivo (Top 10)
| Pos. | Corridore           | Squadra                    | Tempo    |
| ---- | ------------------- | -------------------------- | -------- |
| 1    | Martial Gayant      | Système U                  | 5h50'54" |
| 2    | Sean Kelly          | KAS-Canal 10               | s.t.     |
| 3    | Soren Lilholt       | Système U                  | s.t.     |
| 4    | Jean-Louis Peillon  | R.M.O.                     | a 1"     |
| 5    | Pedro Muñoz         | Fagor-MBK                  | a 4"     |
| 6    | Frédéric Brun       | Peugeot-Shell-Michelin     | a 12"    |
| 7    | Philippe Chevallier | La Vie Claire Wonder-Radar | a 22"    |
| 8    | Patrice Esnault     | KAS-Canal 10               | a 29"    |
| 9    | Laurent Biondi      | Système U                  | a 1'04"  |
| 10   | Pierre Le Bigaut    | R.M.O.                     | s.t.     |